# برلی (واشینگتن)
برلی (به انگلیسی: Burley) یک منطقهٔ مسکونی در ایالات متحده آمریکا است که در شهرستان کیتساپ، واشینگتن واقع شده‌است. برلی ۲٬۰۵۷ نفر جمعیت دارد.